# Ellesmere (Shropshire)
Ellesmere is een plaats in het bestuurlijke gebied North Shropshire, in het Engelse graafschap Shropshire. De plaats telt 3.223 inwoners.

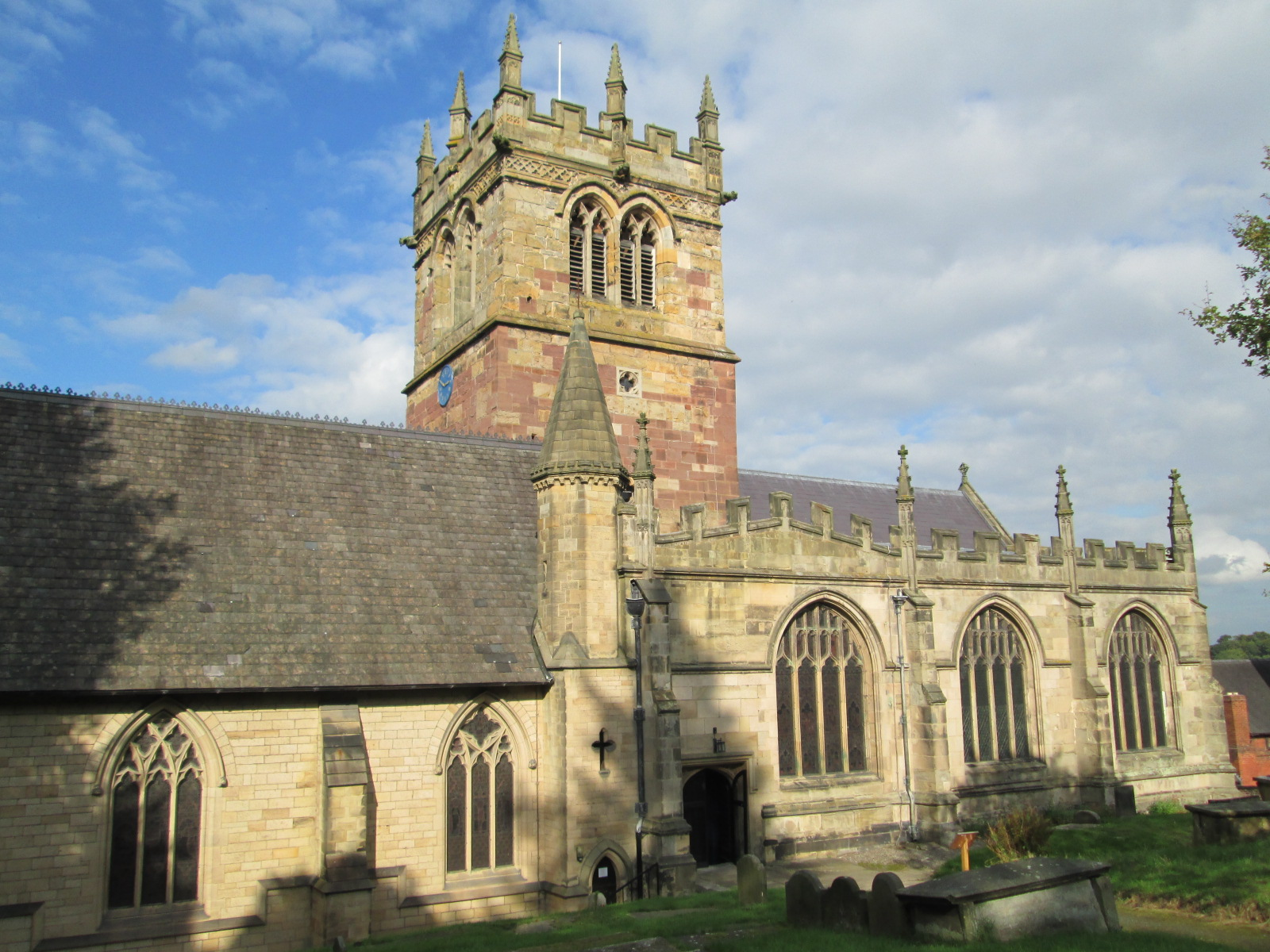
Kerk